# انریکه دیوسدادو
انریکه دیوسدادو (اسپانیایی: Enrique Diosdado‎؛ ‏ ۶ مه ۱۹۱۰ – ۱ دسامبر ۱۹۸۳) بازیگر اهل اسپانیا بود.
از فیلم‌ها یا برنامه‌های تلویزیونی که وی در آن نقش داشته‌است، می‌توان به شبح‌بانو، گربه و مادام بوواری اشاره کرد.